# ایروبات

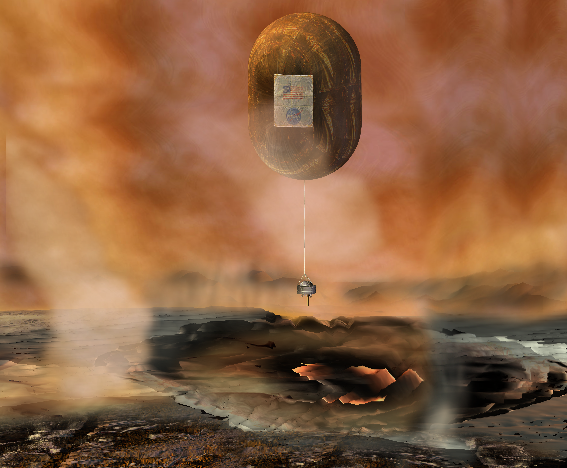
کاوشگر درجا زهره، سطح‌نشینی پیشنهادی است که بالونی هواشناسی را آزاد خواهد کرد.

ایروبات (به انگلیسی: Aerobot) رباتی هوایی است که معمولاً در زمینه فضاپیمای بدون سرنشین یا وسیله نقلیه هوایی بدون سرنشین استفاده می‌شود.
اگرچه از دهه ۱۹۶۰ روی ربات‌های سطح‌نورد برای کاوش ماه و سایر اجرام در منظومه شمسی کارهایی انجام شده‌است اما چنین ماشین‌هایی دارای محدودیت‌هایی هستند. آنها معمولاً گران‌قیمت هستند و برد محدودی دارند و به دلیل تأخیر زمانی ارتباط در فواصل بین سیاره‌ای، باید به اندازه کافی هوشمند باشند تا بتوانند بدون از کار انداختن خود حرکت کنند.
با این حال برای سیاراتی که دارای جو باشند، جایگزینی وجود دارد: ربات پرنده خودگردان یا «ایروبات». بیشتر مفاهیم ایروبات بر اساس هوا ایست‌ها، عمدتاً بالون‌ها و گاهی کشتی‌های هوایی است. بالون می‌تواند در باد، با پرواز روی موانع، مناطق وسیعی را با دقت و در عین حال با هزینه بسیار پایین کاوش کند. هنچنین هواپیماها برا کاوش‌های سیاره‌ای پیشنهاد داده شده‌اند.